# Erythronychia australiensis
Erythronychia australiensis är en tvåvingeart som först beskrevs av Ignaz Rudolph Schiner 1868.  Erythronychia australiensis ingår i släktet Erythronychia och familjen parasitflugor. Inga underarter finns listade i Catalogue of Life.